# Área metropolitana de Pittsburgh
El área metropolitana de Pittsburgh (oficialmente, Pittsburgh, PA Metro Area) es una concentración urbana centrada en la ciudad de Pittsburgh, Pensilvania, Estados Unidos. Según el censo de 2020, tiene una población de 2 370 930 habitantes.
Comprende los condados de Allegheny, Armstrong, Beaver, Butler, Fayette, Washington y Westmoreland, siendo Pittsburgh la ciudad más poblada.

## Superficie
De acuerdo con los datos oficiales de la Oficina del Censo de los Estados Unidos, tiene una superficie de 13 840 km², de los cuales 13 683 km² corresponden a tierra firme y 157 km² son agua.

## Demografía
Según el censo de 2020, hay 2 370 930 personas residiendo en el área metropolitana. La densidad de población es de 173 hab./km². El 82.73% de los habitantes son blancos, el 8.41% son afroamericanos, el 0.14% son amerindios, el 2.88% son asiáticos, el 0.03% son isleños del Pacífico, el 0.89% son de otras razas y el 4.92% son de una mezcla de razas. Del total de la población, el 2.23% son hispanos o latinos de cualquier raza.

## Principales ciudades del área metropolitana

### Ciudades más pobladas
- Aliquippa
- Arnold
- Beaver Falls
- Butler
- Clairton
- Connellsville
- Duquesne
- Greensburg
- Jeannette
- Latrobe
- Lower Burrell
- McKeesport
- Monessen
- Monongahela
- New Kensington
- Parker
- Pittsburgh (ciudad principal)
- Uniontown
- Washington

### Boroughs
| - Adamsburg - Allenport - Ambridge - Apollo - Applewold - Arona - Aspinwall - Atwood - Avalon - Avonmore - Baden - Baldwin - Beallsville - Beaver - Bell Acres - Belle Vernon - Bellevue - Ben Avon Heights - Ben Avon - Bentleyville - Bethel Park - Big Beaver - Blawnox - Bolivar - Brackenridge - Braddock Hills - Braddock - Bradford Woods - Brentwood - Bridgeville - Bridgewater - Brownsville - Bruin - Burgettstown - California - Callery - Canonsburg - Carnegie - Castle Shannon - Centerville - Chalfant - Charleroi - Cherry Valley - Cheswick - Chicora - Churchill - Claysville - Coal Center - Cokeburg | - Connoquenessing - Conway - Coraopolis - Crafton - Darlington - Dawson - Dayton - Deemston - Delmont - Derry - Donegal - Donora - Dormont - Dravosburg - Dunbar - Dunlevy - East Butler - East McKeesport - East Pittsburgh - East Rochester - East Vandergrift - East Washington - Eastvale - Eau Claire - Economy - Edgewood - Edgeworth - Elco - Elderton - Elizabeth - Ellsworth - Ellwood City - Emsworth - Etna - Evans City - Everson - Export - Fairchance - Fairview - Fallston - Fayette City - Finleyville - Ford City - Ford Cliff - Forest Hills - Fox Chapel - Frankfort Springs - Franklin Park | - Freedom - Freeport - Georgetown - Glasgow - Glassport - Glenfield - Green Hills - Green Tree - Harmony - Harrisville - Haysville - Heidelberg - Homestead - Homewood - Hookstown - Houston - Hunker - Hyde Park - Industry - Ingram - Irwin - Jefferson Hills - Karns City - Kittanning - Koppel - Laurel Mountain - Leechburg - Leetsdale - Liberty - Ligonier - Lincoln - Long Branch - Madison - Manor - Manorville - Marianna - Markleysburg - Mars - Masontown - McDonald - McKees Rocks - Midland - Midway - Millvale - Monaca - Monroeville - Mt. Oliver - Mt. Pleasant | - Munhall - Murrysville - New Alexandria - New Brighton - New Eagle - New Florence - New Galilee - New Stanton - Newell - North Apollo - North Belle Vernon - North Braddock - North Charleroi - North Irwin - Oakdale - Oakmont - Ohiopyle - Ohioville - Oklahoma - Osborne - Patterson Heights - Penn - Pennsbury Village - Perryopolis - Petrolia - Pitcairn - Pleasant Hills - Plum - Point Marion - Port Vue - Portersville - Prospect - Rankin - Rochester - Roscoe - Rosslyn Farms - Rural Valley - Saxonburg - Scottdale - Seven Fields - Seven Springs - Seward - Sewickley Heights - Sewickley Hills - Sewickley - Sharpsburg - Shippingport | - Slippery Rock - Smithfield - Smithton - South Bethlehem - South Connellsville - South Greensburg - South Heights - Southwest Greensburg - Speers - Springdale - Stockdale - Sutersville - Swissvale - Tarentum - Thornburg - Trafford - Turtle Creek - Twilight - Valencia - Vanderbilt - Vandergrift - Verona - Versailles - Wall - West Brownsville - West Elizabeth - West Homestead - West Kittanning - West Leechburg - West Liberty - West Mayfield - West Middletown - West Mifflin - West Newton - West Sunbury - West View - Whitaker - White Oak - Whitehall - Wilkinsburg - Wilmerding - Worthington - Youngstown - Youngwood - Zelienople |

### Lugares designados por el censo
| - Baidland - Calumet-Norvelt - Carnot-Moon - Cecil-Bishop - Crabtree - Curtisville - East Uniontown - Fernway - Fox Run - Fredericktown-Millsboro - Gastonville - Grapeville - Grindstone-Rowes Run - Harrison City - Herminie - Hiller - Homeacre-Lyndora - Hopwood - Imperial-Enlow - Lawson Heights - Leith-Hatfield - Lenape Heights | - Lynnwood-Pricedale - McChesneytown-Loyalhanna - McGovern - McMurray - Meadowood - Meridian - New Salem-Buffington - Nixon - North Vandergrift-Pleasant View - Oak Hills - Oliver - Orchard Hills - Republic - Russellton - Shanor-Northvue - Slickville - Sturgeon-Noblestown - Thompsonville - West Hills - Wickerham Manor-Fisher - Wolfdale |

## Municipios

### Condado de Allegheny
Aleppo |
Baldwin |
Collier |
Crescent |
East Deer |
Elizabeth |
Fawn |
Findlay |
Forward |
Frazer |
Hampton |
Harmar |
Harrison |
Indiana |
Kennedy |
Kilbuck |
Leet |
Marshall |
McCandless |
Moon |
Mt. Lebanon |
Neville |
North Fayette |
North Versailles |
O'Hara |
Ohio |
Penn Hills |
Pine |
Reserve |
Richland |
Robinson |
Ross |
Scott |
Shaler |
South Fayette |
South Park |
South Versailles |
Springdale |
Stowe |
Upper St. Clair |
West Deer |
Wilkins 

### Condado de Armstrong
Bethel |
Boggs |
Bradys Bend |
Burrell |
Cadogan |
Cowanshannock |
East Franklin |
Gilpin |
Hovey |
Kiskiminetas |
Kittanning |
Madison |
Mahoning |
Manor |
North Buffalo |
Parks |
Perry |
Pine |
Plumcreek |
Rayburn |
Redbank |
South Bend |
South Buffalo |
Sugarcreek |
Valley |
Washington |
Wayne |
West Franklin 

### Condado de Beaver
Brighton |
Center |
Chippewa |
Darlington |
Daugherty |
Franklin |
Greene |
Hanover |
Harmony |
Hopewell |
Independence |
Marion |
New Sewickley |
North Sewickley |
Patterson |
Potter |
Pulaski |
Raccoon |
Rochester |
South Beaver |
Vanport |
White 

### Condado de Butler
Adams |
Allegheny |
Brady |
Buffalo |
Butler |
Center |
Cherry |
Clay |
Clearfield |
Clinton |
Concord |
Connoquenessing |
Cranberry |
Donegal |
Fairview |
Forward |
Franklin |
Jackson |
Jefferson |
Lancaster |
Marion |
Mercer |
Middlesex |
Muddy Creek |
Oakland |
Parker |
Penn |
Slippery Rock |
Summit |
Venango |
Washington |
Winfield |
Worth 

### Condado de Fayette
Brownsville|
Bullskin|
Connellsville|
Dunbar|
Franklin|
Georges|
German|
Henry Clay|
Jefferson|
Lower Tyrone|
Luzerne|
Menallen|
Nicholson|
North Union|
Perry|
Redstone|
Saltlick|
South Union|
Springfield|
Springhill|
Stewart|
Upper Tyrone|
Washington|
Wharton

### Condado de Washington
Amwell |
Blaine |
Buffalo |
Canton |
Carroll |
Cecil |
Chartiers |
Cross Creek |
Donegal |
East Bethlehem |
East Finley |
Fallowfield |
Hanover |
Hopewell |
Independence |
Jefferson |
Morris |
Mount Pleasant |
North Bethlehem |
North Franklin |
North Strabane |
Nottingham |
Peters |
Robinson |
Smith |
Somerset |
South Franklin |
South Strabane |
Union |
West Bethlehem |
West Finley |
West Pike Run 

### Condado de Westmoreland
Allegheny |
Bell |
Cook |
Derry |
Donegal |
East Huntingdon |
Fairfield |
Hempfield |
Ligonier |
Loyalhanna |
Mount Pleasant |
North Huntingdon |
Penn |
Rostraver |
St. Clair |
Salem |
Sewickley |
South Huntingdon |
Unity |
Upper Burrell |
Washington 